# 月島川
月島川（つきしまがわ）は、東京都中央区にある運河。

## 概要
隅田川から月島川水門を経て分流し朝潮運河へと繋がる全長530mの小さな水面。中央区勝どきと月島の境界となっている。
明治25年～27年に作られた当時の月島1号地（現月島）と月島2号地（現勝どき）の埋め残し水面から生まれた。

## 生息生物
スズキ・ハゼ・カレイなど多くの生き物が生息している。各所でハゼなどの釣りが楽しめる。
カルガモ・冬になるとオオバンやオナガガモやホシハジロやキンクロハジロ等のたくさんの水鳥が見られる。又、冬になるとユリカモメも見ることができる。

## 橋梁
- 西仲橋
- 月島橋

## 付近の鉄道路線
- 勝どき駅徒歩5分
  - 都営地下鉄（東京都交通局）大江戸線